# Phil Farbman
Philip M. "Phil" Farbman (nacido el 3 de abril de 1924 en Nueva York, Nueva York y fallecido el 15 de septiembre de 1996 en Broward, Florida) fue un jugador de baloncesto estadounidense que disputó una temporada en la BAA. Con 1,85 metros de estatura, jugaba en la posición de alero.

## Trayectoria deportiva

### Universidad
Jugó durante su etapa universitaria con los Beavers del City College of New York, los que en 1947 se convirtieron en uno de los mejores equipos del país, llegando a disputar la Final Four en la que cayeron ante los Holy Cross Crusaders liderados por Bob Cousy, que finalmente ganarían en campeonato. Farbman promedió en los partidos del Torneo de la NCAA 2,7 puntos por partido.

### Profesional
Comenzó su andadura profesional con los Cohoes Mastodons de la New York State Proffesional League, aunque rápidamente fichó por los Philadelphia Warriors de la BAA, donde jugó 27 partidos, en los que promedió 3,1 puntos, hasta que fue traspasado mediada la temporada a los Boston Celtics, donde acabó la misma promediando 3,4 puntos por partido.

#### Estadísticas en la BAA

##### Temporada regular
| Temporada | Edad | Equipo                | Liga | P  | TIT | MIN | TC  | TCA | %TC  | 3P | 3PA | %3P | TL  | TLA | %TL  | R.OF. | R.DEF. | REB | ASIS | ROB | TAP | PER | FP  | PTS |
| 1948-49   | 24   | TOTAL                 | BAA  | 48 |     |     | 1.0 | 3.4 | .307 |    |     |     | 1.1 | 1.7 | .679 |       |        |     | 0.8  |     |     |     | 1.8 | 3.2 |
| 1948-49   | 24   | Philadelphia Warriors | BAA  | 27 |     |     | 1.1 | 3.1 | .341 |    |     |     | 0.9 | 1.6 | .581 |       |        |     | 0.7  |     |     |     | 1.9 | 3.1 |
| 1948-49   | 24   | Boston Celtics        | BAA  | 21 |     |     | 1.0 | 3.7 | .269 |    |     |     | 1.4 | 1.8 | .789 |       |        |     | 0.9  |     |     |     | 1.7 | 3.4 |
| Total     |      |                       | BAA  | 48 |     |     | 1.0 | 3.4 | .307 |    |     |     | 1.1 | 1.7 | .679 |       |        |     | 0.8  |     |     |     | 1.8 | 3.2 |